# De Aqua-rel
De Aqua-rel is het 82ste stripverhaal van De Kiekeboes. De reeks wordt getekend door striptekenaar Merho. Het album verscheen in september 1999.

## Verhaal
Marcel Kiekeboe wordt op klaarlichte dag ontvoerd door de Pazhop, een wereldwijde organisatie van geheime diensten. Het wordt hem al snel duidelijk waarom ze hem juist willen: Timothea Triangl, alias Dame Thea en vijand nummer 1 van de familie Kiekeboe, dreigt ermee om de aarde te vergiftigen met het uiterst dodelijke aquavirus, tenzij alle regeringsleiders ter wereld de macht aan haar afstaan. De familie Kiekeboe moet haar de schriftelijke verklaringen persoonlijk overhandigen op het gevangeniseiland Fort T. Maar dat eiland ligt aan de kust van Alaska en dus verdoezelt de Pazhop de reis naar het eiland als een cruise naar Alaska. Maar op het cruiseschip bevindt zich een mannetje van Dame Thea, die het doen en laten van de Kiekeboes nauwlettend in de gaten houdt...